# Système éducatif en Suède

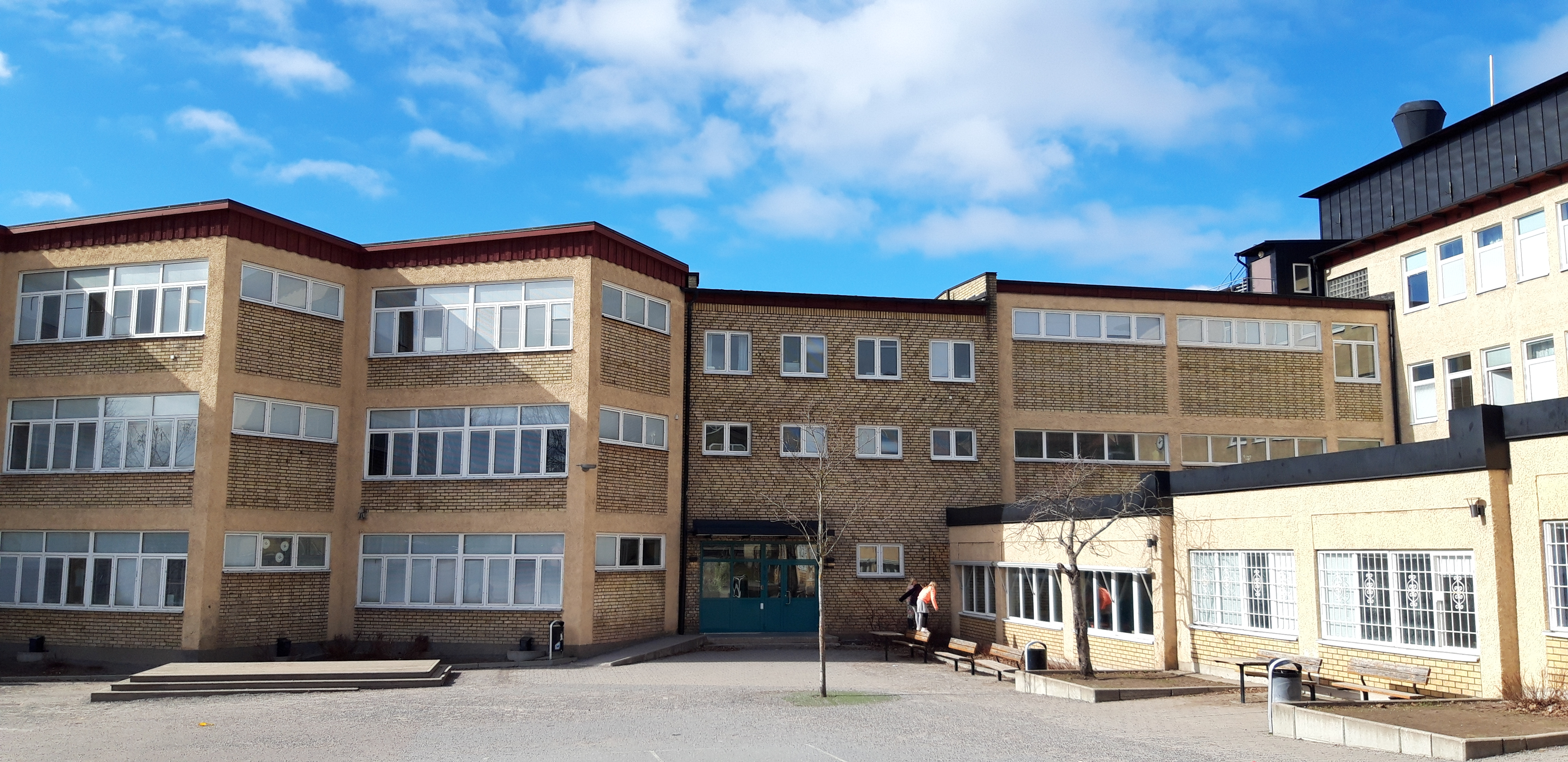
École primaire et secondaire à Sundbyberg, Stockholm

Le système éducatif suédois fonctionne ainsi : chaque élève doit être scolarisé de 7 à 16 ans, soit pour une durée de 9 ans, de manière obligatoire. 
Après l'âge de 16 ans, on peut suivre l'enseignement dans une université. 
Le système scolaire suédois s’est nettement dégradé depuis les années 2000. Le pays a régulièrement perdu des places au classement Pisa, alors que le nombre d'enseignants et les investissements dans l’éducation diminuaient. 

## Déroulement
Förskola pour les enfants de 1 à 6 ans. Elle n’est pas obligatoire. Organisée par les mairies, comme les crèches municipales en France, elle est gratuite pour les 525 premières heures par an. Bien que n’étant pas obligatoire, en 2019, 85,4% des enfants entre 1 et 6 ans fréquentaient une förskola. A quatre ans, ils sont 94% et à 5/6ans 95,3%. 
Förskoleklass pour les enfants dans l’année de leur six ans. Elle est obligatoire et gratuite seulement depuis 2018. Elles sont généralement dans les mêmes établissements que l’école qu’ils fréquenteront par la suite.
Grundskola pour les enfants de 7 à 16 ans. Divisée en trois cycles, le lagstadiet de classe 1 à 3 (7 à 10ans), le mellanstadiet de classe 4 à 6 (de 10 à 13ans), le högstadiet de classe 7 à 9 (de 13 à 16ans).
Gymnasieskola de 16 à 19 ans, l’équivalent du lycée, qui est non obligatoire. A l'issue de ces études, il y a le Gymnasieexamen, le diplôme d'études secondaires, dont il existe deux types ; le diplôme professionnel et le diplôme de préparation à l'université.

## Notation
Le système de notation suédois se fait par des lettres et va de A (la note maximale) à F. Les notes de A à E sont celles d'admission et la F signifie “non admis”.

## Année scolaire
L'année scolaire suédoise est organisée en deux semestres ; le 1er semestre vårtermin, celui de printemps, et le 2ème semestre hösttermin, celui de l'automne.

## Privatisation
Les privatisations dans le secteur de l’éducation interviennent dans les années 1990 avec l’arrivée au pouvoir des « partis bourgeois » (expression suédoise désignant les Modérés et les libéraux). Les sociaux-démocrates avaient cependant ouvert la voie à ces réformes dès les années 1980 en supprimant certaines régulations étatiques, comme les normes sur la taille des établissements ou le financement des zones prioritaires, et en faisant adopter en 1989 le projet de municipalisation de l’école, qui met fin au service public unifié : l’allocation des moyens budgétaires et la tutelle de gestion des établissements ne relèvent dès lors plus de l’État. Malgré un mouvement de grève, les professeurs perdent leur statut de salariés d’État et deviennent des employés communaux, tandis que les établissements scolaires acquièrent un rôle-clé dans leur recrutement.
Les conservateurs font voter en 1992 la réforme des écoles privées sous contrat et la suppression de la carte scolaire afin de favoriser les friskolor, les établissements dits « indépendants ». Ministre de l’Éducation, le libéral Jan Björklund fait modifier en 2011 le programme général d’enseignement afin d'y faire inscrire que l’une des missions de l’école est « d’aider les élèves à développer une approche favorisant l’entrepreneuriat ». En 2011 également, un rapport de l’influent groupe de réflexion libéral SNS, proche du monde de l’entreprise, conclut que les privatisations n’ont pas amélioré la qualité de l’éducation, provoquant certains remous au sein de la classe politique.
En 2013, le groupe JB Education, géré par une société de capital-risque danoise, fait faillite, laissant « sur le carreau » plus de 11 000 élèves et 1 600 employés. Cette affaire provoque un débat sur les profits réalisés par les friskolor à partir de fonds publics. Le sujet devient central lors des élections législatives de 2014, mais seuls le Parti de gauche et les Démocrates de Suède proposent alors d’interdire les profits dans les secteurs de la santé et de l’éducation pour les entreprises privées qui dépendent directement de crédits publics.
Durant la campagne précédant les élections de septembre 2018,  le ministre de l’administration publique, le social-démocrate Ardalan Shekarabi, propose une régulation des profits de ces entreprises : « Nous ne voulons pas interdire les bénéfices, mais les limiter. Nous devons faire avec la réalité d’aujourd’hui. Nous nous trouvons face à de puissants lobbys qui font tout pour éviter une limitation. » Le projet de loi, soutenu par les écologistes, les sociaux-démocrates et le Parti de gauche, est cependant bloqué par le Parlement en raison de l'opposition des Modérés, des libéraux, et des Démocrates de Suède, ces derniers ayant changé de position.

## Liste d'universités
- Université de Stockholm, créée en 1878